# Aura (마일스 데이비스의 음반)
| 전문가 평가                                | 전문가 평가 |
| 평가 점수                                  | 평가 점수   |
| 출처                                       | 점수        |
| ------------------------------------------ | ----------- |
| AllMusic                                   | [ 1 ]       |
| The Encyclopedia of Popular Music          | [ 2 ]       |
| Musichound Jazz: The Essential Album Guide | [ 3 ]       |
| The Penguin Guide to Jazz Recordings       | [ 4 ]       |
| (The New) Rolling Stone Album Guide        | [ 5 ]       |
| Tom Hull – on the Web                      | B+          |

《Aura》는 1989년 9월 12일에 발매된 덴마크의 작곡가 겸 트럼펫 연주자 팔레 미켈뵈르그가 프로듀싱한 마일스 데이비스의 콘셉트 음반이다. 모든 작곡과 편곡은 미켈뵈르그가 맡았는데, 그는 데이비스가 《Decoy》가 발매된 해인 1984년 12월, 레오니 소닝 음악상을 받았을 때 헌정의 의미로 스위트룸을 만들었다. 이 음반은 마일스 데이비스가 생전에 발매한 마지막 음반이었다.

## 배경
주요 주제는 "M-I-L-E-S-D-A-V-I-S"라는 글자들 (바흐 음형, 쇤베르크 헥사코드 "EsCHBEG" 참조)과 음악적 음표#사고시 차트)에 의해 산출되는 10개의 음들로 구성되어 있다. 이 같은 음들의 지속적인 화음 위에서 처음에 소개된다. 모음곡의 다음 9악장은 미켈뵈르그가 데이비스의 《Aura》에서 보는 색깔들을 나타낸다.
그 음악은 확장된 재즈 빅 밴드를 위해 녹음되었고, 그 밴드의 핵심은 닐스헤닝 외르스테드 페데르센, 토마스 클라우젠, 그리고 마릴린 마주르가 피처링한 DR 라디오 빅 밴드에 의해 구성되었다. 존 맥러플린과 데이비스의 조카 빈스 윌번과 같은 게스트들이 참여한다. 그 세션은 데이비스가 그 스위트룸에 매우 영광스럽고 만족했기 때문에, 그가 1985년 코펜하겐에서 개최되었다. 그것은 마일스 데이비스가 20년 이상 동안 빅 밴드와 함께 녹음한 최초였다. 그러나 《Aura》는 전통적인 빅 밴드 재즈 음반이 아니다. 많은 오케스트라 구절들이 올리비에 메시앙과 찰스 아이브스와 같은 작곡가들로부터의 미켈뵈르그의 영감을 드러내기 때문에, 그 음악은 아마도 현대 고전 음악의 강한 풍미를 가진 재즈 퓨전으로 가장 잘 분류된다.

## 곡 목록
모든 곡들은 팔레 미켈뵈르그에 의해 작곡하였다.
| #   | 제목             | 재생 시간 |
| --- | ---------------- | --------- |
| 1.  | 〈Intro〉        | 4:48      |
| 2.  | 〈White〉        | 6:07      |
| 3.  | 〈Yellow〉       | 6:55      |
| 4.  | 〈Orange〉       | 8:41      |
| 5.  | 〈Red〉          | 6:05      |
| 6.  | 〈Green〉        | 8:13      |
| 7.  | 〈Blue〉         | 6:36      |
| 8.  | 〈Electric Red〉 | 4:19      |
| 9.  | 〈Indigo〉       | 6:06      |
| 10. | 〈Violet〉       | 9:04      |